# Centralny Obóz Pracy
Centralny Obóz Pracy (abgekürzt COP, deutsch: „Zentrales Arbeitslager“) waren zwischen 1945 und etwa 1950 in der Volksrepublik Polen eingerichtete Gefangenen- und Arbeitslager überwiegend für deutsche Staatsangehörige oder Personen der Volksdeutschen Liste. Es gab folgende Lager:
- Centralny Obóz Pracy w Jaworznie, das Zentrale Arbeitslager Jaworzno
- Centralny Obóz Pracy w Potulicach, das Zentrale Arbeitslager Potulice

Daneben gab es 1.253 obóz pracy („Arbeitslager“), unter anderen:
- Obóz Pracy w Łambinowicach, das Arbeitslager Łambinowice
- Obóz Zgoda, das Lager Zgoda